# Jan Tangen
Jan Tangen (29 novembre 1923 – 13 agosto 1966) è stato un calciatore norvegese, di ruolo attaccante.

## Carriera

### Club
Tangen giocò per lo Strømmen dal 1949 al 1961. Fu capocannoniere del campionato 1951-1952.

## Palmarès

### Individuale
- Capocannoniere della Hovedserien: 1

1951-1952 (15 gol)